# 大佣兵团
大佣兵团是一个雇佣兵团，成员主要来自德国，14世纪中叶活跃于亚平宁半岛。该兵团在鼎盛时期大约有10,000-12,000人，成员主要是配备盔甲的骑兵。大佣兵团的力量，为之后来到的，主宰文艺复兴时期的意大利战争的佣兵队长们做了榜样。  

## 历史

### 14世纪40年代
兵团由维尔纳·冯·乌斯林根于1342年创立，他的座右铭是“上帝的敌人，没有仁慈和怜悯”；一些作家认为他的胸甲上刻有这句话。乌斯林根创立佣兵团的灵感来自洛德里西奥·维斯康蒂的圣乔治兵团，乌斯林根随该兵团参加了帕拉比亚戈战役 。  
兵团的指挥官包括他的兄弟莱因哈特（Reinhardt）、埃托雷·达·帕尼戈（Ettore da Panigo）、康拉德·冯·兰道（Konrad von Landau）和弗朗切斯科·德利 ·奥尔德拉菲（Francesco degli Ordelaffi）。初创时，兵团的实力据记录为3,000人。1342年秋天，兵团解散，乌斯林根和他的许多德国追随者返回故乡。
1347年，乌斯林根被匈牙利国王拉約什一世雇用，与那不勒斯女王乔万娜一世交战。在这里，他与他的老战友康拉德·冯·兰道团聚，并首次与普罗旺斯骑士蒙特勒·阿尔巴诺（Montreal d'Albarno，又称弗拉·蒙雷亚莱（Fra' Moriale）合作。 兵团在1349年的Meleto战役中取得了重大胜利。之后兵团再次分裂，乌斯林根和兰道在意大利中部经营，而蒙雷亚莱留在那不勒斯。 

### 14世纪50年代
1351年，乌斯林根退居德国，兰道和蒙雷亚莱重聚，后者接管了兵团；将意大利人，普罗旺斯人和匈牙利人吸纳进了以往主要由德国雇佣兵组成的兵团中。兵团的主要业务区域再次回到意大利中部。 1353–1354年，兵团的实力据估计为10,000名战斗人员和20,000名随军平民。1354年，蒙雷亚莱在罗马被捕并被处决，康拉德·冯·兰道成为总司令。兵团于1358年与威尼斯同盟签约，并于次年与锡耶纳签约，在此期间，兵团在去往锡耶纳的Le Scalelle山区路上遭受伏击，并且在佛罗伦萨手里遭受重挫，不得不赎回他们的指挥官。 
1359年，兵团实力再次增强，拥有了近20,000名成员。随后，兵团与里米尼、法布里亚诺、卡梅里诺、教宗国、佛罗伦萨等势力进行了战斗。1359年6月，兵团在坎波迪尔莱莫斯凯战役中被潘多尔夫二世·马拉泰斯塔率领的佛罗伦萨军队击败。 

### 14世纪60年代
1363年，兵团被米兰的维斯康蒂家族雇用，与阿尔伯特·斯特兹（Albert Sterz）的白色军团作战，他们被蒙费拉特侯爵雇用。后者被兵团击败，但在三个月的战斗之后，兵团在四月的坎图里诺战役中被彻底击败，康拉德·冯·兰道本人被杀。

## 延伸阅读
- Rendina, Claudio. . Rome: Newton & Compton. 1999.
- Wise, Terence. . Osprey Publishing. 1975.